# Communauté de communes Vivarhône
La communauté de communes Vivarhône est une ancienne communauté de communes française, située dans le département de l'Ardèche en région Auvergne-Rhône-Alpes.

## Historique
La communauté de communes Vivarhône a été créée par un arrêté préfectoral du 13 novembre 2002.
Le schéma départemental de coopération intercommunale de 2015 impose la fusion avec une autre intercommunalité ; bien que la population municipale 2015 (recensement de 2012) soit comprise entre 5 000 et 15 000 habitants, elle ne bénéficie d'aucune dérogation en raison de sa forte densité (110,5 hab./km2). Il proposait une fusion avec la communauté d'agglomération du Bassin d'Annonay ainsi que l'intégration de huit communes du département de la Loire issues de la communauté de communes des Monts du Pilat vouée à disparaître.
De plus, Saint-Désirat souhaitait quitter Vivarhône pour rejoindre la communauté de communes Porte de DrômArdèche, à condition que d'autres communes ardéchoises de la structure intercommunale précitée fusionnent : ce départ conditionnerait la création d'une commune nouvelle.
Ce schéma, adopté en mars 2016, confirme la fusion avec Annonay Rhône Agglo. Les huit communes de la Loire n'intégreront pas la future structure intercommunale et Saint-Désirat ne rejoindra pas Porte de DrômArdèche, à la suite de deux amendements déposés en commission départementale.

## Territoire communautaire

### Géographie
La communauté de communes Vivarhône est située au nord-est du département de l'Ardèche. Elle est voisine de la communauté d'agglomération du Bassin d'Annonay. De même, Vivarhône « s'inscrit majoritairement dans l'aire urbaine d'Annonay ».

### Composition
La communauté de communes est composée des onze communes suivantes :
| Nom                       | Code Insee | Gentilé          | Superficie (km2) | Population (dernière pop. légale) | Densité (hab./km2) |
| ------------------------- | ---------- | ---------------- | ---------------- | --------------------------------- | ------------------ |
| Peaugres (siège)          | 07172      | Peaugrois        | 14,44            | 2 002 (2014)                      | 139                |
| Bogy                      | 07036      | Boginois         | 7,02             | 424 (2014)                        | 60                 |
| Brossainc                 | 07044      | Brossinois       | 4,38             | 252 (2014)                        | 58                 |
| Charnas                   | 07056      | Charnauds        | 5,39             | 894 (2014)                        | 166                |
| Colombier-le-Cardinal     | 07067      | Colombiérois     | 2,50             | 271 (2014)                        | 108                |
| Félines                   | 07089      | Félinois         | 14,00            | 1 533 (2014)                      | 110                |
| Limony                    | 07143      | Limoniens        | 7,22             | 724 (2014)                        | 100                |
| Saint-Désirat             | 07228      | Saint-Désiratois | 7,31             | 872 (2014)                        | 119                |
| Saint-Jacques-d'Atticieux | 07243      | Saint-Jamaires   | 4,97             | 314 (2014)                        | 63                 |
| Serrières                 | 07313      | Serrièrois       | 3,96             | 1 155 (2014)                      | 292                |
| Vinzieux                  | 07344      | Vinzaires        | 6,87             | 442 (2014)                        | 64                 |

Les onze communes appartiennent au canton de Sarras.
Six d'entre elles font partie du bassin de vie d'Annonay et une partie du territoire communautaire est rattachée à la zone d'emploi de la même ville.

### Démographie
| 1968  | 1975  | 1982  | 1990  | 1999  | 2008  | 2013  |
| ----- | ----- | ----- | ----- | ----- | ----- | ----- |
| 4 812 | 4 730 | 5 265 | 6 054 | 6 781 | 8 244 | 8 743 |

## Politique et administration

### Siège
Le siège de la communauté de communes est situé à Peaugres.

### Les élus
La communauté de communes est gérée par un conseil communautaire composé de 25 membres représentant chacune des communes membres et élus habituellement pour une durée de six ans.
Ils sont répartis comme suit :
| Nombre de délégués | Communes                                                                    |
| ------------------ | --------------------------------------------------------------------------- |
| 6                  | Peaugres                                                                    |
| 5                  | Félines                                                                     |
| 3                  | Serrières                                                                   |
| 2                  | Charnas, Limony, Saint-Désirat                                              |
| 1                  | Bogy, Brossainc, Colombier-le-Cardinal, Saint-Jacques-d'Atticieux, Vinzieux |

### Présidence
Le conseil communautaire du 22 avril 2014 a élu son président, Richard Molina, et désigné ses six vice-présidents qui sont :
1. Ronan Philippe : cadre de vie et habitat ;
2. Laurent Torgue : finances ;
3. Yves Fraysse : développement économique et agriculture ;
4. Benoît Gauthier : environnement et service public d'assainissement non collectif ;
5. Olivier De Lagarde : tourisme et culture ;
6. William Priolon : voirie et travaux.

### Compétences
L'intercommunalité exerce des compétences qui lui sont déléguées par les communes membres.
Les deux compétences obligatoires sont :
- développement économique :
  - création, aménagement, entretien et gestion de zones d'activité industrielle, commerciale, artisanale, tertiaire, touristique et portuaire d'intérêt communautaire,
  - promotion du développement économique, touristique et agricole,
  - étude et définition de futures zones d'activités économiques ;
- aménagement de l'espace :
  - schéma de cohérence territoriale,
  - aménagement rural,
  - plan local d'urbanisme intercommunal.

Autres compétences :
- création, aménagement et entretien de la voirie communautaire ;
- politique du logement et du cadre de vie : programme local et opération programmée d'amélioration de l'habitat, politique du logement social d'intérêt communautaire ;
- protection et mise en valeur de l'environnement ;
- tourisme : aménagement, entretien, équipement et gestion de sentiers de randonnée, promotion du tourisme ;
- accessibilité ;
- culture ;
- communications électroniques.

### Régime fiscal et budget
La communauté de communes applique la fiscalité professionnelle unique.
L'acquisition de nouvelles compétences pour la communauté de communes a engendré l'augmentation du budget principal. Celui de 2015, voté par délibération du conseil communautaire du 14 avril 2015, s'élevait à 3 704 456 € en fonctionnement et à 1 398 128 € en investissement.